# Frank Stäbler
Frank Stäbler (Böblingen, 1989. június 27. –) német kötöttfogású birkózó. A 2018-as birkózó-világbajnokságon a döntőbe jutott 72 kg-os súlycsoportban, szabadfogásban. Kétszeres kötöttfogású világbajnok, egyszeres világbajnoki bronzérmes birkózó. A 2012-es birkózó Európa-bajnokságon aranyérmet szerzett a férfiak 66-kg-os súlycsoportjában, kötöttfogásban, 2014-ben 66 kg-ban bronzérmes lett. A 2015-ös Európa Játékokon bronzérmet szerzett 71 kg-ban.

## Sportpályafutása
A 2018-as birkózó-világbajnokságon a döntő során a magyar Korpási Bálint volt az ellenfele. A mérkőzést 2–1-re nyerte magyar ellenfelével szemben.